# ماریو میراندا
ماریو ژوام کارلوس دو روساریجو د بریتو میراندا (به پرتغالی: Mário João Carlos do Rosário de Brito Miranda؛ ۲ مارس ۱۹۲۶ – ۱۱ دسامبر ۲۰۱۱) شناخته شده به نام ماریو میراندا (به پرتغالی: Mario Miranda) یا ماریو د میراندا (به پرتغالی: Mario de Miranda) یک کاریکاتوریست و نقاش اهل هند بود که در لوتولیم در ایالت گوا زندگی می‌کرد.
میراندا به‌طور منظم برای روزنامه تایمز هند و دیگر روزنامه‌های بمبئی از جمله ایکانامیک تایمز کار می‌کرد. هر چند محبوبیت او بیشتر مرهون آثار منتشر شده‌اش در نشریه مصور هفتگی هند است.

## نقاشی دیواری در کافه ماندگار
در دهه ۱۹۹۰، راشی یزدگردی صاحب کافه ایرانی ماندگار در بمبئی از ماریو میراندا خواست به منظور جلب مشتری نقاشی‌های دیواری (کارتون) در دو دیوار مقابل کافه ماندگار بکشد. دو نقاشی دیواری تم‌های مختلفی دارند. در حالی که یک دیوار به زندگی در بمبئی اختصاص داده شده، دیوار دیگر به فضای کافه پرداخته است.

نقاشی‌های دیواری
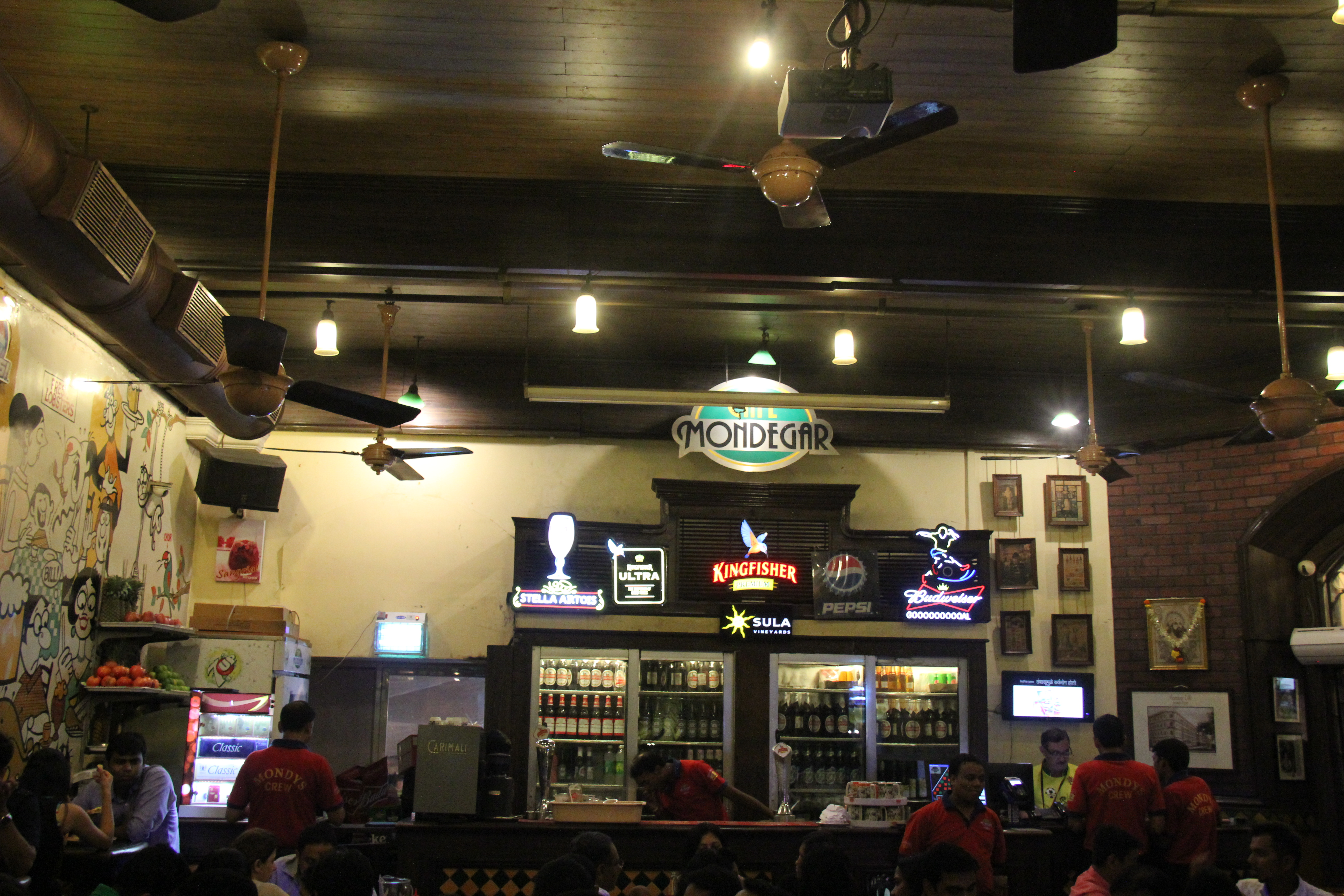
کافه با نقاشی‌های دیواری
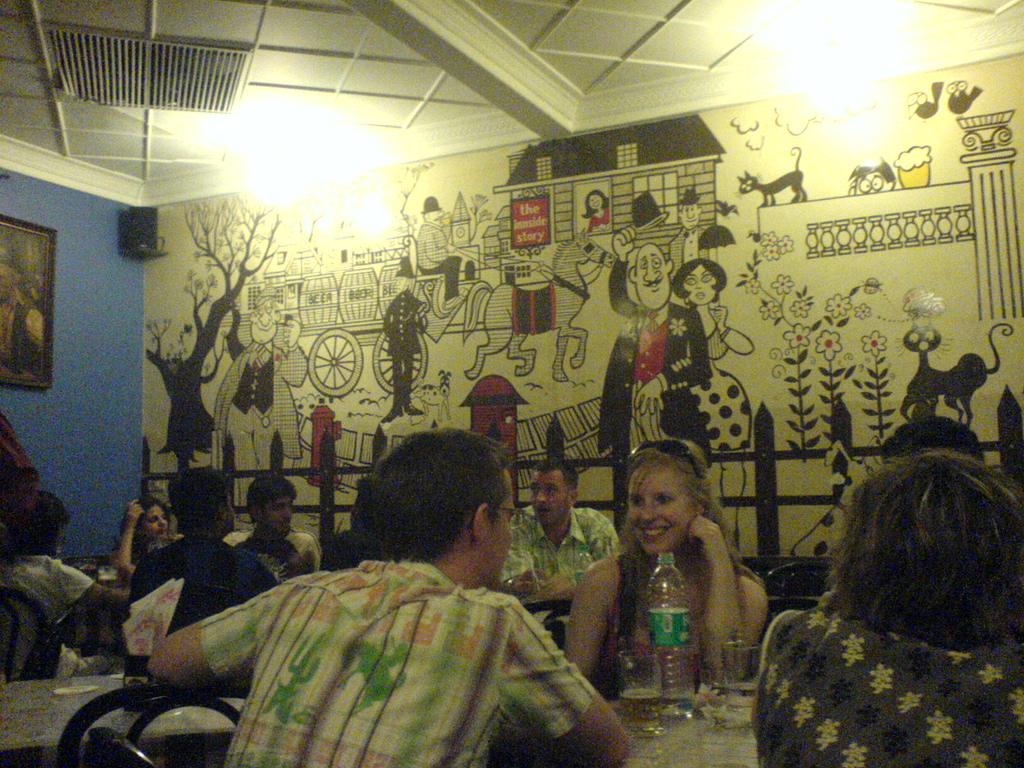
نقاشی‌های دیواری بر روی دیوار رستوران

## نمایشگاه‌ها
او نمایشگاه‌های انفرادی متعددی در بیش از ۲۲ کشور برگزار کرده‌است، از جمله: ایالات متحده، ژاپن، برزیل، استرالیا، سنگاپور، فرانسه، یوگسلاوی و پرتغال.

## جوایز و بزرگداشت
او چندین جایزه و نشان ملی را از هند و دیگر کشورها کسب کرد. ازجمله: پادما شری در سال ۱۹۸۸، پادما بوشان در سال ۲۰۰۲، جایزه یک عمر دستاورد پرافتخار از انجمن کاریکاتوریست‌های هند بنگلور، بالاترین نشان غیرنظامی اسپانیا «صلیب ایزابل کاتولیک» توسط پادشاه اسپانیا خوان کارلوس در ۱۱ نوامبر ۲۰۰۹، نشان ملی سلحشوری پرتغال موسوم به «نشان پرنس هنری» توسط رئیس‌جمهور پرتغال آنیبال کاواکو سیلوا در ۲۹ دسامبر ۲۰۰۹.
همچنین پس از مرگ به او جایزه پادما ویبوشان که دومین نشان غیرنظامی هند است از سوی رئیس‌جمهور این کشور در ۴ آوریل ۲۰۱۲ اهدا شد.
در ۲ مه ۲۰۱۶، موتور جستجوی گوگل ۹۰مین سالگرد تولد او را با تغییر لوگوی گوگل دودل صفحهٔ اصلی خود گرامی‌داشت.